# Thuốc giảm đau

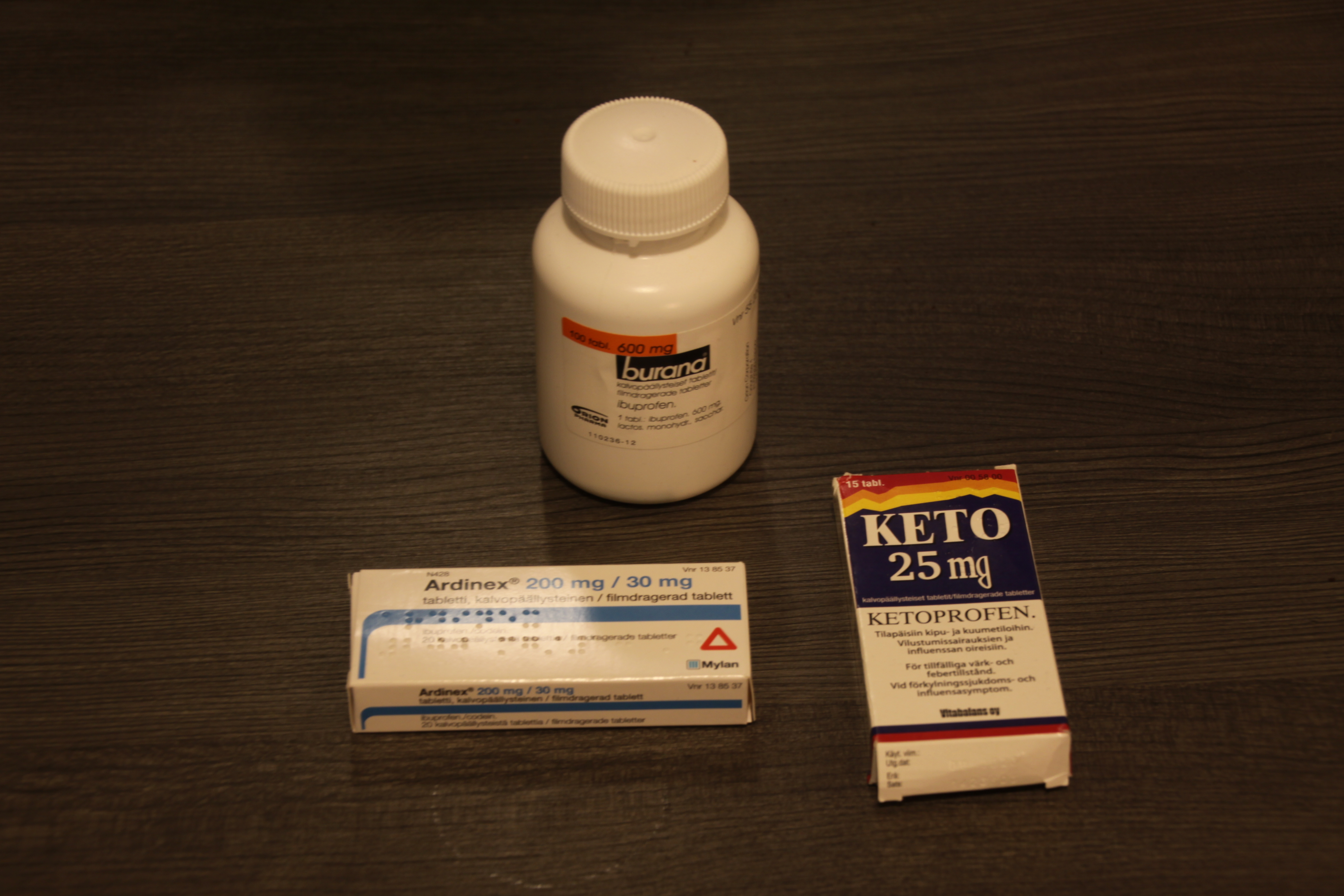
Hai loại thuốc đau nhức thông dụng

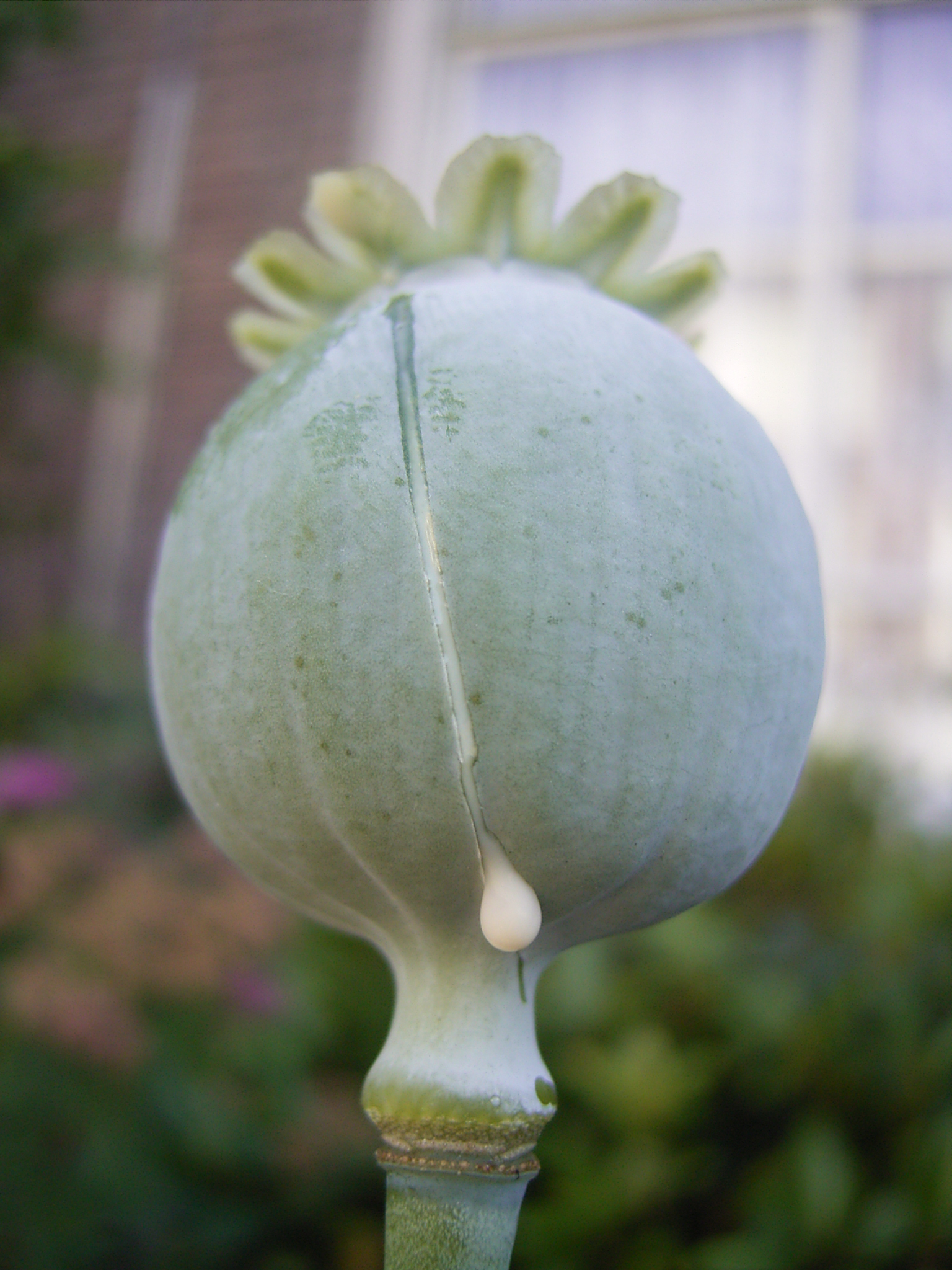
Anh túc như trong ảnh này cung cấp nguyên liệu để làm loại thuốc giảm đau gọi là opiate

Thuốc giảm đau còn được gọi là thuốc trị đau nhức là một loại dược phẩm làm giảm cho bớt đau. Những triệu chứng nhức đầu, đau khớp xương, nhức mỏi bắp thịt thường được thuyên giảm bằng thuốc giảm đau.
Thuốc giảm đau có nhiều loại, khác nhau ở những điểm lợi hại.

## Phân loại
- Các thuốc giảm đau không opioid đặc biệt có hiệu quả đối với đau trong các bệnh về cơ xương – khớp.
- Các thuốc giảm đau nhóm opioid thích hợp hơn đối với đau vừa đến đau nặng do nội tạng.

Đau do tổn thương thần kinh (tổn thương mô thần kinh) gồm có đau thần kinh sau herpes, đau do cắt cụt chi, chèn ép dây thần kinh, viêm dây thần kinh ngoại biên do đái tháo đường,… thường đáp ứng kém với các thuốc trên.